# كايلا هوفمان
كايلا هوفمان (بالإنجليزية: Kayla Hoffman)‏ هي لاعبة جمباز فني أمريكية، ولدت في 13 أغسطس 1988 في سوميت في الولايات المتحدة.

## وصلات خارجية
- كايلا هوفمان على موقع الاتحاد الأمريكي للجمباز (الإنجليزية)